# Szánkó a 2020. évi téli ifjúsági olimpiai játékokon
A 2020. évi téli ifjúsági olimpiai játékokon a szánkó versenyszámait január 17. és 20. között rendezték a St. Moritz-Celerina Olympic Bobrunban.

## A versenyszámok időrendje
A szánkó versenyek hivatalosan 3 versenynapból álltak. A versenyszámok eseményei helyi idő szerint (UTC +01:00):
| január 17., péntek              | január 18., szombat              | január 19., vasárnap    | január 20., hétfő |
| ------------------------------- | -------------------------------- | ----------------------- | ----------------- |
| 8:30-9:30 Lány egyes 1. futam   | 8:30-9:15 Fiú egyes 1. futam     |                         |                   |
| 9:40-10:20 Lány egyes 2. futam  | 9:45-10:30 Fiú egyes 2. futam    | 9:30-10:30 vegyes váltó |                   |
| 11:00-11:25 Fiú kettes 1. futam | 11:00-11:25 Lány kettes 1. futam |                         |                   |
| 11:50-12:15 Fiú kettes 2. futam | 12:00-12:25 Lány kettes 2. futam |                         |                   |

## A versenyen részt vevő nemzetek
A versenyen 22 nemzet 87 sportolója – 44 fiú és 43 lány – vett részt, az alábbi megbontásban:
| Részt vevő nemzetek fiú / lány megbontásban | Részt vevő nemzetek fiú / lány megbontásban | Részt vevő nemzetek fiú / lány megbontásban | Részt vevő nemzetek fiú / lány megbontásban | Részt vevő nemzetek fiú / lány megbontásban | Részt vevő nemzetek fiú / lány megbontásban | Részt vevő nemzetek fiú / lány megbontásban | Részt vevő nemzetek fiú / lány megbontásban | Részt vevő nemzetek fiú / lány megbontásban |
| ------------------------------------------- | ------------------------------------------- | ------------------------------------------- | ------------------------------------------- | ------------------------------------------- | ------------------------------------------- | ------------------------------------------- | ------------------------------------------- | ------------------------------------------- |
| nemzet                                      | F                                           | L                                           | nemzet                                      | F                                           | L                                           | nemzet                                      | F                                           | L                                           |
| Ausztria (AUT)                              | 2                                           | 4                                           | Kína (CHN)                                  | 1                                           | 0                                           | Románia (ROU)                               | 3                                           | 3                                           |
| Bosznia-Hercegovina (BIH)                   | 1                                           | 0                                           | Lengyelország (POL)                         | 3                                           | 3                                           | Szlovákia (SVK)                             | 3                                           | 2                                           |
| Bulgária (BUL)                              | 2                                           | 0                                           | Lettország (LAT)                            | 3                                           | 4                                           | Szlovénia (SLO)                             | 2                                           | 1                                           |
| Csehország (CZE)                            | 1                                           | 3                                           | Moldova (MDA)                               | 1                                           | 2                                           | Tajvan (TPE)                                | 2                                           | 0                                           |
| Egyesült Államok (USA)                      | 4                                           | 3                                           | Németország (GER)                           | 4                                           | 3                                           | Új-Zéland (NZL)                             | 1                                           | 1                                           |
| Grúzia (GEO)                                | 2                                           | 0                                           | Norvégia (NOR)                              | 0                                           | 1                                           | Ukrajna (UKR)                               | 3                                           | 3                                           |
| Japán (JPN)                                 | 0                                           | 1                                           | Olaszország (ITA)                           | 2                                           | 2                                           |                                             |                                             |                                             |
| Kanada (CAN)                                | 0                                           | 3                                           | Oroszország (RUS)                           | 4                                           | 4                                           |                                             |                                             |                                             |

F = fiú, L = lány

## Eredmények

### Éremtáblázat
(A táblázatokban az egyes számoszlopok legmagasabb értéke, vagy értékei vastagítással kiemelve.)
| A 2020. évi téli ifjúsági olimpiai játékok éremtáblázata szánkóban | A 2020. évi téli ifjúsági olimpiai játékok éremtáblázata szánkóban | A 2020. évi téli ifjúsági olimpiai játékok éremtáblázata szánkóban | A 2020. évi téli ifjúsági olimpiai játékok éremtáblázata szánkóban | A 2020. évi téli ifjúsági olimpiai játékok éremtáblázata szánkóban | Olimpia  |
| ------------------------------------------------------------------ | ------------------------------------------------------------------ | ------------------------------------------------------------------ | ------------------------------------------------------------------ | ------------------------------------------------------------------ | -------- |
|                                                                    | Ország                                                             | Arany                                                              | Ezüst                                                              | Bronz                                                              | Összesen |
| 1.                                                                 | Németország (GER)                                                  | 3                                                                  | 2                                                                  | 1                                                                  | 6        |
| 2.                                                                 | Lettország (LAT)                                                   | 1                                                                  | 1                                                                  | 2                                                                  | 4        |
| 2.                                                                 | Oroszország (RUS)                                                  | 1                                                                  | 1                                                                  | 2                                                                  | 4        |
|                                                                    |                                                                    |                                                                    |                                                                    |                                                                    |          |
| 4.                                                                 | Kanada (CAN)                                                       | 0                                                                  | 1                                                                  | 0                                                                  | 1        |
|                                                                    |                                                                    |                                                                    |                                                                    |                                                                    |          |
| Összesen                                                           | Összesen                                                           | 5                                                                  | 5                                                                  | 5                                                                  | 15       |

### Éremszerzők

#### Fiú
| A 2020. évi téli ifjúsági olimpiai játékok érmesei fiú szánkóban |                                                     |          |                                                  |          |                                                     |          |
| Versenyszám                                                      | Arany                                               | Arany    | Ezüst                                            | Ezüst    | Bronz                                               | Bronz    |
| Fiú egyes                                                        | Gints Bērziņš · Lettország (LAT)                    | 1:48,045 | Pavel Repilov · Oroszország (RUS)                | 1:48,229 | Timon Grancagnolo · Németország (GER)               | 1:48,836 |
| Fiú kettes                                                       | Németország (GER) · Moritz Jäger · Valentin Steudte | 1:49,649 | Lettország (LAT) · Kaspars Rinks · Ardis Liepiņš | 1:49,951 | Oroszország (RUS) · Mihail Karnauhov · Jurij Csirva | 1:50,325 |

#### Lány
| A 2020. évi téli ifjúsági olimpiai játékok érmesei lány szánkóban |                                                            |          |                                               |          |                                                                |          |
| Versenyszám                                                       | Arany                                                      | Arany    | Ezüst                                         | Ezüst    | Bronz                                                          | Bronz    |
| Lány egyes                                                        | Merle Fräbel · Németország (GER)                           | 1:49,687 | Jessica Degenhardt · Németország (GER)        | 1:49,895 | Diana Loginova · Oroszország (RUS)                             | 1:49,966 |
| Lány kettes                                                       | Németország (GER) · Jessica Degenhardt · Vanessa Schneider | 1:51,443 | Kanada (CAN) · Caitlin Nash · Natalie Corless | 1:52,709 | Lettország (LAT) · Viktorija Ziediņa · Selīna Elizabete Zvilna | 1:53,043 |

#### Vegyes
| A 2020. évi téli ifjúsági olimpiai játékok érmesei vegyes szánkóban |                                                                                      |          |                                                                                        |          |                                                                                    |          |
| Versenyszám                                                         | Arany                                                                                | Arany    | Ezüst                                                                                  | Ezüst    | Bronz                                                                              | Bronz    |
| Vegyes váltó                                                        | Oroszország (RUS) · Diana Loginova · Pavel Repilov · Mihail Karnauhov / Jurij Csirva | 2:54,072 | Németország (GER) · Merle Fräbel · Timon Grancagnolo · Moritz Jäger / Valentin Steudte | 2:54,622 | Lettország (LAT) · Justīne Maskale · Gints Bērziņš · Kaspars Rinks / Ardis Liepiņš | 2:54,954 |